# Demetrius Andrade
Demetrius Cesar Andrade (Providence, 26 febbraio 1988) è un pugile statunitense.
È tre volte campione in due categorie di peso e attuale detentore della cintura WBO dei medi. Da dilettante vanta un oro mondiale, ottenuto a Chicago 2007 nella categoria dei welter.

## Palmarès

### Mondiali dilettanti
- 1 medaglia:
  - 1 oro (Chicago 2007 nei pesi welter)

### Giochi panamericani
- 1 medaglia:
  - 1 argento (Rio 2007 nei pesi welter)